# Zach Helm
Zach Helm (* 21. Januar 1975 in Santa Clara, Kalifornien) ist ein US-amerikanischer Drehbuchautor, Regisseur und Dramatiker.

## Leben und Werk
Zach Helms Drehbuch zum Spielfilm Schräger als Fiktion brachte ihm viel positive Kritik, einen WGA-Award und Vergleiche mit der Hollywood-Autorenlegende Charlie Kaufman ein.
2007 gab Helm sein Regie-Debüt bei der Verfilmung seines allerersten Drehbuchs Mr. Magoriums Wunderladen. Geschrieben hatte er dieses bereits zehn Jahre zuvor, ohne jedoch einen Interessenten für den Stoff finden zu können.
Helms erstes Theaterstück Speed von 2007 hatte seine Uraufführung 2008 in Paris unter der Regie von John Malkovich. Die deutschsprachige Erstaufführung fand wiederum am 21. März 2013 im Theater in der Josefstadt unter der Leitung von Stephanie Mohr statt.
Von 2001 bis 2008 war Helm mit der Schauspielerin Kiele Sanchez verheiratet.

## Filmografie

### Drehbuch
- 2003: Other People’s Business (Fernsehfilm)
- 2006: Schräger als Fiktion
- 2007: Mr. Magoriums Wunderladen
- 2009: Good Canary (Fernsehfilm)
- 2022: Tiefe Wasser (Deep Water)

### Regie
- 2007: Mr. Magoriums Wunderladen
- 2009: 140

### Ausführender Produzent
- 2003: Other People’s Business (Fernsehfilm)

### Schauspieler
- 1997: Chicago Hope – Endstation Hoffnung (Serie; Episode Der Tag des Terrors)